# Lázeňské lesy Karlovy Vary (organizace)

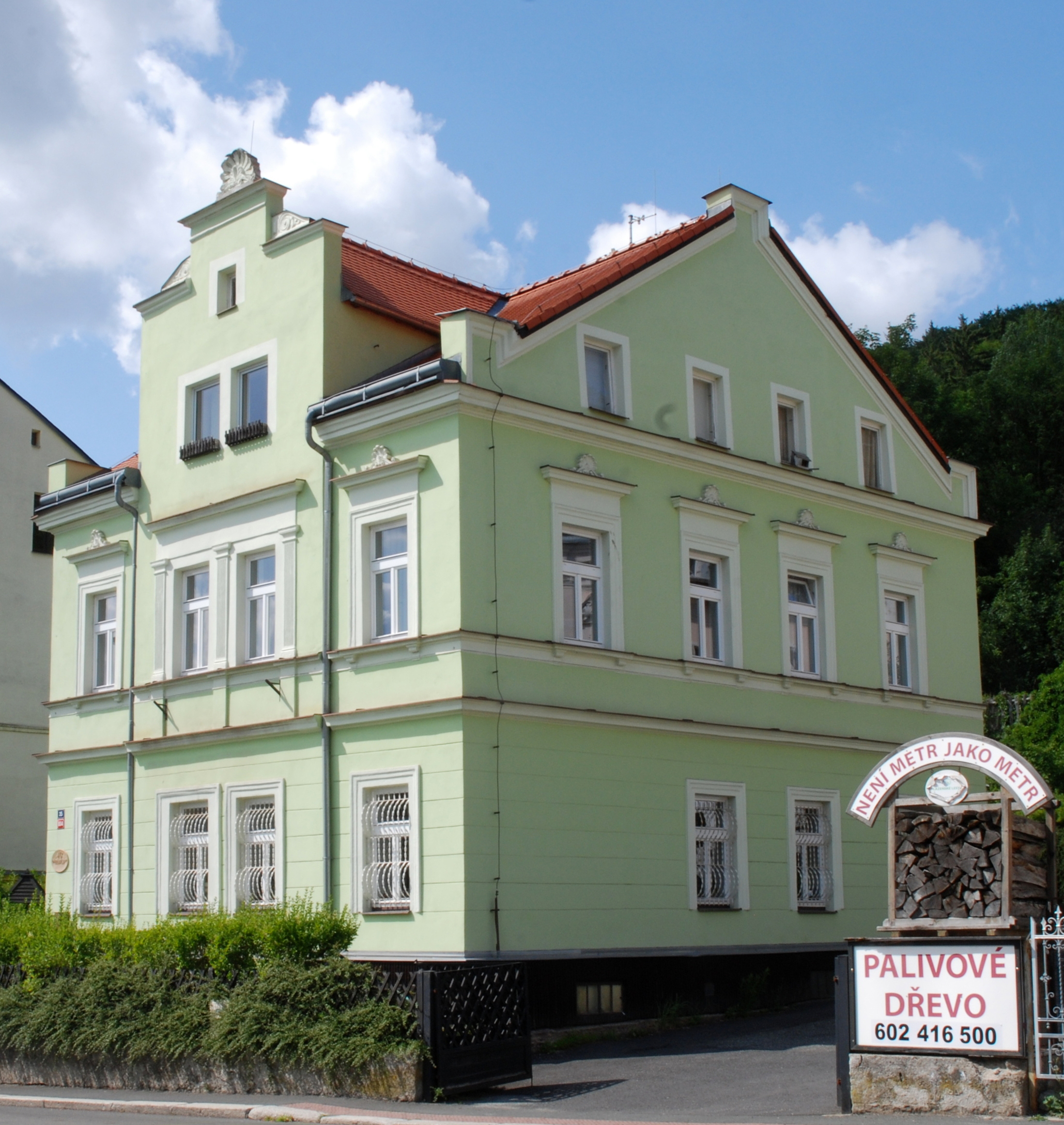
Starší sídlo organizace, Na Vyhlídce 804/35 (do roku 2021)

Lázeňské lesy Karlovy Vary byla příspěvková organizace se sídlem v Karlových Varech. Vznikla 1. ledna 1969 a jejím úkolem byla správa lesů v majetku města v ochranném pásmu minerálních léčivých zdrojů. K 1. únoru 2023 byla sloučena s příspěvkovou organizací Správa lázeňských parků a vznikla tak nová městská společnost Lázeňské lesy a parky Karlovy Vary.

## Historie správy lesů
Od poloviny 16. století město trvale řešilo nedostatek dřeva a potýkalo se s četnými kalamitami (požáry, povodně, vichřice, hmyz). Po roce 1582 zbyly v okolí lázeňského městečka jen holé stráně.
Na základě „Císařského královského patentu lesů a dříví“ vydaného roku 1754 císařovnou Marií Terezií ustanovila v roce 1756 městská rada v Karlových Varech prvního správce lesa. Byl jmenován truhlářský mistr Leopold Stöhr, který pak vedl správu lesů zřejmě až do roku 1798 (v roce 1791 měl mistr Stöhr šest hajných). Od počátku 19. století se činnost správy karlovarských městských lesů zkvalitňovala, čímž došlo i ke zlepšení stavu samotných lesů. Město posílilo stav lesního personálu a zlepšilo podmínky pro práci lesníků; též nechalo postavit hospodářské budovy a hájovny. Postupně se zalesnila řada vhodných lokalit v okolí lázní. Tomuto stavu napomohl i zvýšený zájem veřejnosti o vycházky do přírody, neboť světové lázně Karlovy Vary tehdy zažívaly období rozmachu.
Před druhou světovou válkou měla správa lesů velký počet lesního personálu, který souvisel s tzv. lázeňskou funkcí městských lesů. Kromě lesa se zaměstnanci starali o procházkové trasy, úklid a opravy altánů. Na tehdejší období se vzpomíná jako na období konce zlatého věku. Pak již propukla hospodářská krize a zanedlouho začala druhá světová válka. V poválečném chaosu se lesy ocitly na okraji zájmu. Po únoru 1948 se přetrhla kontinuita péče, vedoucí pozice byly obsazeny neodborníky a časem odborníci chyběli i na úrovni řemesel. Po zřízení samostatné rozpočtové organizace Lázeňské lesy došlo na relativně krátký čas ke zlepšení situace, která se po roce 1968 v období normalizace nejen opětným zavedením systému centrálního plánování zase zhoršila. Příznivé změny přinesl listopad 1989.

### Vznik společnosti
Příspěvková organizace Lázeňské lesy Karlovy Vary vznikla 1. ledna 1969. Byla metodicky řízena technickým odborem Magistrátu města Karlovy Vary.

## Rozloha spravovaného území
Rozloha lesů ve spravovaném území činila celkem 2 190 hektarů. V bezprostředním okolí města se tyto lesy rozkládají na ploše 1 884 hektarů, nad Odeří pak na ploše 306 hektarů (k 1. lednu 2015).

## Činnost společnosti
Organizace zajišťovala funkci lesů, především lázeňskou, rekreační a estetickou, v ochranném pásmu minerálních léčivých zdrojů. Starala se především o ekologickou stabilitu území, správu lesů v majetku města, pěstování a ochranu lesů ve smyslu lesního zákona, údržbu a rekonstrukci cest a zařízení – obnovu a údržbu altánů, křížů, pamětních desek, či obelisků. Významnou součástí činnosti byla lesní pedagogika.

## Sloučení
Ke dni 1. únoru 2023 byla příspěvková organizace Lázeňské lesy Karlovy Vary sloučena s příspěvkovou organizací Správa lázeňských parků a vznikla tak nová městská společnost nesoucí název Lázeňské lesy a parky Karlovy Vary. Důvodem fúze byl požadavek města na snížení nákladů, zlepšení služeb a lepší využitelnost zaměstnanců i technické vybavenosti.